# Leporinus moralesi
Leporinus moralesi är en fiskart som beskrevs av Fowler 1942. Leporinus moralesi ingår i släktet Leporinus och familjen Anostomidae. Inga underarter finns listade i Catalogue of Life.